# ワラント
ワラント（英: warrant）とは、当該企業の株式を予め定められた価格で購入することができる権利（またはその証書）。ワラント（ストック・ワラント）は日本語では株式引受権や新株引受権とも訳される。なお、日本法の新株予約権との関係については#日本法での位置づけを参照。

## ワラント債（WB）

### 内容
一定の権利行使価格で新株を購入する権利を付して発行された社債をワラント債という。
社債の額面に対する株式の購入金額の比率を付与率という。ワラント債には社債から分離できる分離型と分離できない非分離型がある。分離型の場合にはワラント債の購入者はワラント部分を売却して売却益を得ることができ、残りの社債部分はエクスワラントまたはポンカス債と呼ばれる。
なお、オプション付きの社債としては転換社債（CB）もあるが、転換社債は発行株式と一定の価格で交換してもらえる権利（転換請求権）を付した社債であり分離することはできない。
1980年代に日本企業が国内での規制を回避するために欧州で大量に発行したため、欧州ではカバード・ワラント市場が発達した。

### コール・オプションとの違い
ワラントとコール・オプションはとてもよく似ているが、ワラントの場合は権利行使により発行企業が株式を発行する。一方、コール・オプションの場合は権利行使により売り手が市場から株式を購入し引き渡す。

## 各国での位置づけ

### 米国法での位置づけ
米国法ではオプションとなどとともにコンティンジェント証券（contingent securities）の一種とされている。

### 日本法での位置づけ
日本では2000年代に入り商法改正によって新株予約権制度が導入され、従来の転換社債の転換請求権、ワラント債の新株引受権、ストックオプションがまとめて「新株予約権」として再構成された。また、転換社債と非分離型ワラント債を「新株予約権付社債」として一本化した。なお、分離型ワラント債については社債と新株予約権の同時発行として構成されたため新株予約権付社債の概念からは除外された。